# Alexander Bennstein
Alexander Friedrich Wilhelm Bennstein (* 25. September 1865 in Neuwarp; † 5. November 1944 in Breddin) war ein deutscher Pädagoge und Autor. Er war einer der ersten Lehrer Deutschlands, der das Problem der Gesundheitspflege in der Schule und die Reinigung von Schulbänken untersuchte und darüber mehrfach publizierte.

## Leben und Wirken
Er war der Sohn des Kaufmanns Wilhelm Bennstein und dessen Ehefrau Henriette geborene Gall. Nach dem Besuch der Mittelschule in Ueckermünde und des Lehrerseminars in Pölitz, wo er auch einige Vorlesungen an der Universität Berlin hörte, trat Alexander Bennstein im Jahre 1887 seinen Beruf als Lehrer in Althagen an. Vom 1. Januar 1894 bis Oktober 1898 war Alexander Bennstein Redakteur der Deutschen Lehrer-Zeitung in Berlin. In dieser Zeit gab er als Redakteur in Althagen bei Wahrlang die monatliche Beilage zur Deutschen Lehrer-Zeitung die Monatsschrift Wegweiser für Lehrmittel, Schulausstattungen, Sammlungen, Handarbeiten und Jugendspiele heraus, die in Berlin in der Buchdruckerei Gutenberg erschien.
Nach dem Weggang von der Lehrer-Zeitung war Alexander Bennstein bis 1899 als Lehrer in Schönermark tätig. Seitdem wirkte er als Lehrer in Berlin-Wilmersdorf, wo er in der Wilhelmsaue 101 wohnte. Zuletzt war er Konrektor.
Er war Mitglied des Deutschen Lehrervereins und des Deutschen Lehrervereins für Naturkunde.
Als Autor hatte er sich vor allem auf das Lehrmittelwesen, die Schulausstattung und die Schulhygiene spezialisiert. Ein Teil seiner Publikationen erschien im Selbstverlag.

## Schriften (Auswahl)
- Wegweiser für Lehrmittel, Berlin, o. J.
- Die heutige Schulbankfrage, eine übersichtliche Zusammenstellung der bisher bekannten Schulbanksysteme nebst Gedanken über die Beurteilung des Wertes derselben. 2. Aufl., Berlin 1897.
- Die heutige Schulbankfrage. 8. vermehrte und verbesserte Auflage, Berlin 1900.
- Die Reinigung der Schulzimmer. Deutsch-Wilmersdorf bei Berlin 1902.
- Das Kind. Spiel und Beschäftigung, o. J.

## Familie
Alexander Bennstein heiratete 1888 Anna Luise Auguste geborene Pentzlin († 1931), die Tochter des Lehrers Pentzlin aus Althagen. Aus der Ehe gingen die Kinder Martin (* 1889), Walther (* 1892) und Johannes (* 1895) hervor.